# Цефепім
Цефепім — антибіотик, цефалоспорин 4-го покоління, який застосовується парентерально. Цефепім синтезований у лабораторії компанії «Bristol-Myers Squibb». Запатентований у 1982 р,  та дозволений до медичного застосування у 1994 р.

## Фармакологічна дія
Цефепім — антибактеріальний засіб, що належить до цефалоспоринів 4-го покоління. Як і інші β-лактамні антибіотики, діє бактерицидно, пригнічуючи синтез клітинної стінки. Має широкий спектр дії як до грампозитивних (Staphylococcus aureus, стрептококів), так і до грамнегативних бактерій (ентеробактер, E.coli, клебсієли, протей, Neisseria, Salmonella, Haemophilus, шигели, гафнія, Serratia тощо), в тому числі ті, що виробляють β-лактамазу. Нечутливими до цефепіму є ентерококи, Clostridium difficile, анаеробні мікроорганізми, туберкульозна паличка.

### Фармакодинаміка
Цефепім характеризується високою біодоступністю(100 %). Час досягнення максимальної концентрації в плазмі крові при довенному введенні — до кінця інфузії, при внутрішньом'язовому введенні — 1-2 години. Висока концентрація виявляється в сечі, жовчі, перитонеальній рідині, мокроті, простаті, апендиксі і жовчевому міхурі. Зв'язування з білками плазми становить менше 20 % іне залежить від концентрації препарату в сироватці крові. В процесі метаболізму утворюється N-метилпіролідин, який швидко перетворюється на N-метилпіролідин-N-оксид. Препарат виводиться нирками (в сечі виявляється близько 80 % введеної дози цефепіму), а також виділяється в грудне молоко.

## Показання
Інфекції нижніх дихальних шляхів (гострий та хронічний бронхіт, пневмонії), інфекції сечовидільних шляхів (пієлонефрит, цистит, уретрит, простатит), інфекції шкіри та м'яких тканин, інфекції черевної порожнини (перитоніт, інфекції жовчевивідних шляхів) і гінекологічні інфекції (в поєднанні з метронідазолом), септицемія, емпіричне лікування при фебрильній нейтропенії, бактеріальний менінгіт.

## Протипокази
Підвищена чутливість до β-лактамних антибіотиків, дитячий вік (до 2-х місяців).

## Побічна дія
При застосуванні цефепіму можуть спостерігатись алергічні реакції в вигляді висипань, свербіжу, гарячки, синдром Стівенса-Джонсона, анафілактичного шоку. З боку травної системи відмічають нудоту, блювання, діарею, біль в животі, псевдомембранозний коліт, рідко — токсичний гепатит і холестатичну жовтяницю. З боку серцево-судинної системи можуть виникати вазоділятація, біль в грудях, задишка, тахікардія, периферичні набряки. З боку нервової системи іноді спостерігаються головний біль, запаморочення, безсоння, парестезії, судоми. Серед інших побічних ефектів можна відмітити кашель, біль у горлі, порушення функції нирок, вагініт, кандидоз. В лабораторних аналізах може спостерігатись анемія, тромбоцитопенія, лейкопенія, нейтропенія, панцитопенія, гемолітична анемія, збільшення протромбінового часу, збільшення рівня сечовини і креатиніну, гіперкальціємія, підвищення рівня активності трансаміназ і лужної фосфатази. При довенному введенні можуть відмічатись флебіти, при внутрішньом'язовому введенні — болючість при введенні.

## Форми випуску
Цефепім випускається у вигляді порошку для ін'єкцій по 0,5 і 1,0 г.

## Синоніми
Максипім, Cefepima, Cefepime, Cefepimum